# Idols Ft
IDOLS Ft (Nombre completo: Idol Studio Ft ; abbr. IDFT ) es un grupo de chicas Idol chino basado en Internet, operado por Shanghai Star48 Culture & Media Group Co., ltd. y formado el 19 de enero de 2019. Actualmente, el grupo consta de 88 integrantes transferidas de los otros grupos femeninos de SNH48 Group.

## Descripción general
IDOLS Ft es un grupo Idol Chino basado en Internet operado por Shanghai Star48 Culture & Media Group Co., ltd. Según presentado originalmente, las integrantes interactuaran principalmente con sus fans en las redes sociales desarrolladas por el propio STAR48 y empresas desarrolladoras externas. Además, STAR48 introdujo un sistema de selección que permite a algunas miembros convertirse en parte de SNH48 o de sus grupos hermanos.

## Historia
El 19 de enero de 2019, Star48 anunció el plan de recombinación de SNH48 Group, incluida la fundación de IDOLS Ft. Todas la miembros siendo transferidas del SNH48 Group.

## Integrantes
Actualmente, IDOLS FT consta de 88 integrantes, incluidas 9 exintegrantes de SNH48, 14 exintegrantes de BEJ48, 12 exintegrantes de GNZ48, 27 exintegrantes de SHY48 y 26 exintegrantes de CKG48.

### Miembros actuales
| Nombre | Fecha de Nacimiento (Edad) | Ciudad Natal         | Transferred from             | Concurrent qualification |
| --- | -------------------------- | -------------------- | ---------------------------- | ------------------------ |
| Bian Jianing (En Chino:卞佳宁; pinyin: Biàn Jiāníng)                                                                                     | 2005 de octubre del 14     | Liaoning             | SHY48 Trainee                |                          |
| Cao Loudan (En Chino:曹露丹; pinyin: Cáo Lòudān)                                                                                         | 2003 de mayo del 23        | Chongqing            | CKG48 Team K                 | CKG48                    |
| Cheng Yi (En Chino: 程一; pinyinChéng Yī)                                                                                                | December 9                 | Anhui                | SHY48 Trainee                |                          |
| Chen Yunling (En Chino: 陈韫凌; pinyin: Chén Yùnlíng)                                                                                    | 1997 de diciembre del 13   | Wuhan, Hubei         | SNH48 Team X                 |                          |
| Diao Ying (En Chino: pinyin :: Diāo Yíng)                                                                                                | November 24                | Guangdong            | SHY48 Trainee                |                          |
| Dai Ziwei (En Chino: 刁滢; pinyin: Dài Zǐwēi)                                                                                            | 1998 de febrero del 20     | Chongqing            | CKG48 Team K                 |                          |
| Feng Jiabao (En Chino:冯嘉宝; pinyin: Féng Jiābǎo)                                                                                       | August 20                  | Liaoning             | SHY48 Trainee                |                          |
| Feng Jiaxi (En Chino: 冯嘉希; pinyin: Féng Jiāxī)                                                                                        | 1996 de junio del 4        | Zhuhai, Guangdong    | GNZ48 Team NIII              |                          |
| Feng Yiying (En Chino: 冯译莹; pinyin :Féng Yìyíng)                                                                                      | 1999 de marzo del 24       | Liaoning             | SHY48 Team SIII              |                          |
| Fu Ziqi (En Chino: 付紫琪; pinyin: Fù Zǐqí)                                                                                              | 1998 de agosto del 31      | Dalian, Liaoning     | SHY48 Team SIII              |                          |
| Gao Xueyi (En Chino: 高雪逸; pinyin :: Gāo Xuěyì)                                                                                        | 2000 de octubre del 27     | Chongqing            | GNZ48 Team NIII              | CKG48                    |
| Gao Zhixian (En Chino: 高志娴; pinyin :Gāo Zhìxían)                                                                                      | 1998 de octubre del 1      | Ningbo, Zhejiang     | SHY48 Team HIII              |                          |
| Huang Jiayi (En Chino: 黄嘉怡; pinyin :Huáng Jiāyí)                                                                                      | April 5                    | Shanghái             | SHY48 Team HIII              |                          |
| Han Linqin (En Chino: 韩林芹; pinyin :Hán Línqín)                                                                                        | 1997 de abril del 21       | Nanchong, Sichuan    | CKG48 Team K                 |                          |
| Huang Wanying (En Chino: 黄琬璎; pinyin :Huáng Wǎnyīng)                                                                                  | 1998 de marzo del 24       | Sichuan              | CKG48 Team K                 | CKG48                    |
| Jiang Xin (En Chino: 江鑫; pinyin :Jiāng Xīn)                                                                                            | 2003 de enero del 18       | Chongqing            | SNH48 Team HII               | CKG48                    |
| Kang Zhaowei (En Chino: 康兆薇; pinyin :Kāng Zhàowēi)                                                                                    | 2003 de febrero del 9      | Chongqing            | CKG48 Team C                 |                          |
| Lan Hao (En Chino: 兰昊; pinyin :Lán Hào)                                                                                                | November 27                | Beijing              | BEJ48 Team J                 |                          |
| Li Hui (En Chino: 李慧; pinyin :Lǐ Huì)                                                                                                  | 1996 de noviembre del 8    | Chengde, Hebei       | SHY48 Team SIII              | CKG48                    |
| Li Hailin (En Chino: 李海淋; pinyin :Lǐ Hǎilín)                                                                                          | November 30                | Sichuan              | BEJ48 Trainee                |                          |
| Li Hongyao (En Chino: 李泓瑶; pinyin :Lǐ Hóngyáo)                                                                                        | 2000 de marzo del 30       | Chuxiong, Yunnan     | BEJ48 Team J                 |                          |
| Lai Junyi (En Chino: 赖俊亦; pinyin :Lài Jùnyì)                                                                                          | 2002 de julio del 28       | Chengdu, Sichuan     | GNZ48 Team Z                 | CKG48                    |
| Liang Ke (En Chino: 梁可; pinyin :Liáng Kě)                                                                                              | 1999 de marzo del 23       | Gansu                | GNZ48 Team G                 |                          |
| Li Qing (En Chino: 李晴; pinyin :Lǐ Qíng)                                                                                                | 1999 de septiembre del 9   | Tieling, Liaoning    | SHY48 Team HIII              |                          |
| Li Qingyu (En Chino: 李清雨; pinyin :Lǐ Qīngyǔ)                                                                                          | 1998 de abril del 6        | Guizhou              | BEJ48 Trainee                |                          |
| Li Suhong (En Chino: 李苏洪; pinyin :Lǐ Sūhóng)                                                                                          | 1995 de junio del 20       | Anhui                | SHY48 Team HIII              |                          |
| Luo Xueli (En Chino: 罗雪丽; pinyin :Luó Xuělì)                                                                                          | 2000 de junio del 6        | Guiyang, Guizhou     | BEJ48 Team E                 |                          |
| Liu Yihan (En Chino: 刘弋菡; pinyin :Liú Yìhàn) {{Efn\|Originally named Deng Qian ([indefinido] Error: {{Lang-xx}}: no hay texto (ayuda) | 1999 de mayo del 21        | Suining, Sichuan     | CKG48 Team K                 | CKG48                    |
| Liu Yuqing (En Chino: 刘宇晴; pinyin :Liú Yǔqíng)                                                                                        | March 29                   | Liaoning             | SHY48 Trainee                |                          |
| Lei Yuxiao (En Chino: 雷宇霄; pinyin :Léi Yǔxiāo)                                                                                        | 2002 de noviembre del 3    | Guangzhou, Guangdong | CKG48 Team C                 | CKG48                    |
| Mao Qiyu (En Chino: 毛其羽; pinyin :Máo Qíyǔ)                                                                                            | 1998 de diciembre del 1    | Shanghái             | BEJ48 Team B                 |                          |
| Men Xiutian (En Chino: 门秀天; pinyin :Mén Xiùtiān)                                                                                      | 2004 de enero del 6        | Qingdao, Shandong    | GNZ48 Trainee                |                          |
| Meng Yue (En Chino: 孟玥; pinyin :Mèng Yuè)                                                                                              | 2003 de marzo del 11       | Chongqing            | CKG48 Team C                 |                          |
| Mao Yihan (En Chino: 毛译晗; pinyin :Máo Yìhán)                                                                                          | 1999 de noviembre del 27   | Chongqing            | CKG48 Team C                 | CKG48                    |
| Peng Yuhan (En Chino: 彭榆涵; pinyin :Péng Yúhán)                                                                                        | 2003 de enero del 18       | Hunan                | CKG48 Team K                 | CKG48                    |
| Qiao Yuke (En Chino: 乔钰珂; pinyin :Qiáo Yùkē)                                                                                          | 2000 de marzo del 23       | Henan                | BEJ48 Team J                 |                          |
| Qu Yuemeng (En Chino: 曲悦萌; pinyin :Qū Yuèméng)                                                                                        | August 31                  | Dalian, Liaoning     | SHY48 Team HIII              |                          |
| Qiao Yuzhen (En Chino: 谯玉珍; pinyin :Qiáo Yùzhēn)                                                                                      | 1996 de diciembre del 26   | Guang'an, Sichuan    | CKG48 Team C                 | CKG48                    |
| Ren Yuelin (En Chino: 任玥霖; pinyin :Rén Yuèlín)                                                                                        | 2001 de octubre del 23     | Hunan                | BEJ48 Team J                 |                          |
| Shang Guan (En Chino: 尚官; pinyin :Shàng Guān)                                                                                          | April 15                   | Shandong             | SHY48 Trainee                |                          |
| Sun Min (En Chino: 孙敏; pinyin :Sūn mǐn)                                                                                                | February 25                | Luzhou, Sichuan      | SHY48 Team SIII              |                          |
| Shu Xiang (En Chino: 舒湘; pinyin :Shū Xiāng)                                                                                            | 2002 de julio del 23       | Chengdu, Sichuan     | GNZ48 Trainee                |                          |
| Tian Mi (En Chino: 田密; pinyin :Tián Mì)                                                                                                | 2002 de enero del 15       | Chongqing            | CKG48 Trainee                |                          |
| Tian Qianlan (En Chino: 田倩兰; pinyin :Tián Qiànlán)                                                                                    | 1998 de enero del 17       | Sichuan              | CKG48 Team C                 | CKG48                    |
| Tian Zhenzhen (En Chino: 田祯臻; pinyin :Tián Zhēnzhēn)                                                                                  | 2002 de marzo del 3        | Chongqing            | CKG48 Team K                 |                          |
| Wu Hanqi (En Chino: 伍寒琪; pinyin :Wú Hánqí)                                                                                            | 2000 de abril del 7        | Sichuan              | CKG48 Team C                 |                          |
| Wu Jingjing (En Chino: 吴晶晶; pinyin :Wú Jīngjīng)                                                                                      | 1998 de junio del 30       | Hunan                | CKG48 Team K                 |                          |
| Wang Jiayu (En Chino: 王嘉瑜; pinyin :Wáng Jiāyú)                                                                                        | May 2                      | Chongqing            | BEJ48 Team E                 | CKG48                    |
| Wang Lujiao (En Chino: 王露皎; pinyin :Wáng Lùjiǎo)                                                                                      | 1995 de febrero del 17     | Dazhou, Sichuan      | CKG48 Team K                 |                          |
| Wang Mengzhu (En Chino: 王梦竹; pinyin :Wáng Mèngzhú)                                                                                    | December 29                | Liaoning             | CKG48 Team C                 | CKG48                    |
| Wu Xiaodi (En Chino: 武晓迪; pinyin :Wǔ Xiǎodí)                                                                                          | September 6                | Henan                | SHY48 Trainee                |                          |
| Wei Xiaoyan (En Chino: 魏小燕; pinyin :Wèi Xiǎoyàn)                                                                                      | 1997 de febrero del 21     | Fujian               | CKG48 Team K                 | CKG48                    |
| Wu Xueyu (En Chino: 吴学雨; pinyin :Wú Xuéyǔ)                                                                                            | 1999 de abril del 15       | Sichuan              | CKG48 Team K                 | CKG48                    |
| Wang Yubo (En Chino: 王娱博; pinyin :Wáng Yúbó)                                                                                          | 1999 de julio del 10       | Xuzhou, Jiangsu      | CKG48 Team C                 |                          |
| Wang Yongqi (En Chino: 王永祺; pinyin :Wáng Yǒngqí)                                                                                      | July 5                     | Jilin                | SHY48 Trainee                |                          |
| Wang Zi (En Chino: 王梓; pinyin :Wáng Zǐ)                                                                                                | December 23                | Gansu                | SHY48 Trainee                | GNZ48 Team Z             |
| Xu Feiran (En Chino: 徐斐然; pinyin :Xú Fěirán)                                                                                          | March 4                    | Sichuan              | SHY48 Trainee                |                          |
| Xiong Qinxian (En Chino: 熊沁娴; pinyin :Xióng Qìnxián)                                                                                  | 1999 de agosto del 7       | Hangzhou, Zhejiang   | SNH48 Team HII SNH48 Team Ft |                          |
| Xiang Wang (En Chino: 相望; pinyin :Xiāng Wàng)                                                                                          | 1998 de octubre del 11     | Liaoning             | SHY48 Team HIII              |                          |
| Xu Wanyu (En Chino: 许婉玉; pinyin :Xǔ Wǎnyù)                                                                                            | 2000 de octubre del 12     | Shangqiu, Henan      | BEJ48 Team J                 |                          |
| Xu Yi (En Chino: 许逸; pinyin :Xǔ Yì) | 1995 de octubre del 7      | Leshan, Sichuan      | SNH48 Team NII               |                          |
| Xu Yiren (En Chino: 徐伊人; pinyin :Xú Yīrén)                                                                                            | 1996 de febrero del 20     | Hangzhou, Zhejiang   | SNH48 Team SII               |                          |
| Xiong Yiyi (En Chino: 熊依依; pinyin :Xióng Yīyī)                                                                                        | October 5                  | Hubei                | BEJ48 Trainee                |                          |
| Yang Huiting (En Chino: 杨惠婷; pinyin :Yáng Huìtíng)                                                                                    | 1998 de abril del 8        | Shenzhen, Guangdong  | SNH48 Team HII               |                          |
| Yu Jiayi (En Chino: 於佳怡; pinyin :Yú Jiāyí)                                                                                            | 1998 de octubre del 29     | Shanghái             | SNH48 Team HII               |                          |
| Yang Meiqi (En Chino: 杨美琪; pinyin :Yáng Měiqí)                                                                                        | 1999 de agosto del 12      | Anhui                | SNH48 Team Ft                |                          |
| Yan Yudie (En Chino: 鄢羽蝶; pinyin :Yān Yǔdié)                                                                                          | 2000 de mayo del 10        | Chongqing            | GNZ48 Trainee                |                          |
| Yang Yunhan (En Chino: 杨允涵; pinyin :Yáng Yǔnhán)                                                                                      | 1997 de marzo del 17       | Liaoning             | SHY48 Team SIII              | CKG48                    |
| Yang Yuxin (En Chino: 杨宇馨; pinyin :Yáng Yǔxīn)                                                                                        | 1998 de noviembre del 7    | Henan                | BEJ48 Trainee                | SNH48 Team NII           |
| Zhang-Han Zimo (En Chino: 张韩紫陌; pinyin :Zhāng-Hán Zǐmò)                                                                              | 2000 de enero del 31       | Beijing              | BEJ48 Team J                 |                          |
| Zeng Jia (En Chino: 曾佳; pinyin :Zēng Jiā)                                                                                              | 1999 de octubre del 24     | Chongqing            | CKG48 Team C                 |                          |
| Zhang Jinyu (En Chino: 张瑾瑜; pinyin :Zhāng Jǐnyú)                                                                                      | July 10                    | Jilin                | SHY48 Trainee                |                          |
| Zhou Jiayi (En Chino: 周佳怡; pinyin :Zhōu Jiāyí)                                                                                        | August 12                  | Liaoning             | SHY48 Team SIII              |                          |
| Zhu Min (En Chino: 朱敏;pinyin :Zhū Mǐn)                                                                                                 | June 1                     | Hubei                | SHY48 Team HIII              |                          |
| Zhang Minqi (En Chino: 张敏淇; pinyin :Zhāng Mǐnqí)                                                                                      | 2000 de diciembre del 17   | Shenzhen, Guangdong  | SNH48 Team Ft                |                          |
| Zhou Qianyu (En Chino: 周倩玉; pinyin: Zhōu Qiànyù)                                                                                      | 2000 de abril del 18       | Neijiang, Sichuan    | GNZ48 Team G                 | CKG48                    |
| Zheng Shiqi (En Chino: 郑诗琪; pinyin :Zhèng Shīqí)                                                                                      | July 5                     | Shenyang, Liaoning   | SHY48 Team SIII              |                          |
| Zhao Siyu (En Chino: 赵思雨; pinyin :Zhào Sīyǔ)                                                                                          | May 7                      | Sichuan              | CKG48 Trainee                |                          |
| Zhou Tongran (En Chino: 周桐冉; pinyin :Zhōu Tóngrǎn)                                                                                    | 1994 de junio del 4        | Shandong             | CKG48 Team K                 |                          |
| Zuo Xin (En Chino: 左欣; pinyin :Zuǒ Xīn)                                                                                                | 2001 de diciembre del 24   | Chongqing            | CKG48 Team C                 | CKG48                    |
| Zhao Xinyu (En Chino: 赵欣雨; pinyin :Zhào Xīnyǔ)                                                                                        | 2001 de julio del 10       | Dongguan, Guangdong  | GNZ48 Team Z                 |                          |
| Zhu Yan (En Chino: 朱燕; pinyin :Zhū Yàn)                                                                                                | August 20                  | Dalian, Liaoning     | SHY48 Team SIII              |                          |
| Zhao Yimin (En Chino: 赵翊民; pinyin :Zhào Yìmín)                                                                                        | 1997 de agosto del 18      | Zhejiang             | GNZ48 Team Z                 |                          |
| Zhang Youning (En Chino: 张幼柠; pinyin :Zhāng Yòuníng)                                                                                  | 2001 de octubre del 27     | Guang'an, Sichuan    | SHY48 Team HIII              | CKG48                    |
| Zhang Yuqian (En Chino: 张语倩; pinyin :Zhāng Yǔqiàn)                                                                                    | April 3                    | Enshi, Hubei         | BEJ48 Trainee                |                          |
| Zhao Zehui (En Chino: 赵泽慧; pinyin :Zhào Zéhuì)                                                                                        | April 25                   | Shaanxi              | CKG48 Team K                 |                          |
| Zhang Zeting (En Chino: 章泽婷; pinyin :Zhāng Zétíng)                                                                                    | 2002 de octubre del 29     | Shenzhen, Guangdong  | GNZ48 Trainee                |                          |
| Zhang Ziying (En Chino: 张紫颖; pinyin :Zhāng Zǐyǐng)                                                                                    | 2003 de marzo del 16       | Yangjiang, Guangdong | GNZ48 Trainee                |                          |

### Miembros pasadas
| Nombre (fecha de nacimiento, lugar de nacimiento)                                                           | transferido de    | notas                                                                                    |
| --- | ----------------- | ---------------------------------------------------------------------------------------- |
| Cheng Ziyu ( [indefinido] Error: {{Lang-xx}}: no hay texto (ayuda) ) ( (1999-04-29 ) en Changsha, Hunan )   | GNZ48 Equipo G    | Graduado el 26 de abril de 2019 Renunció extraoficialmente el 19 de febrero de 2019      |
| Dai Ling ( [indefinido] Error: {{Lang-xx}}: no hay texto (ayuda) ) ( (1999-07-27 ) en Guang'an, Sichuan )   | GNZ48 Equipo Z    | Graduado el 26 de abril de 2019 Integrantes sin firmar contratos adicionales de IDOLS Ft |
| Huang Lirong ( [indefinido] Error: {{Lang-xx}}: no hay texto (ayuda) ) ( (1999-01-23 ) en Changsha, Hunan ) | GNZ48 Equipo G    | Graduado el 26 de abril de 2019 Integrantes sin firmar contratos adicionales de IDOLS Ft |
| Zhang Dansan ( [indefinido] Error: {{Lang-xx}}: no hay texto (ayuda) ) ( (1997-04-28 ) en Wuhan, Hubei )    | SNH48 Equipo X    | Transferido a SNH48 Team X el 8 de julio de 2019                                         |
| Zheng Yifan ( [indefinido] Error: {{Lang-xx}}: no hay texto (ayuda) ) ( (2001-05-09 ) en Pekín )            | BEJ48 Equipo E    | Transferido al BEJ48 Team E el 27 de diciembre de 2019                                   |
| Si Polin ( [indefinido] Error: {{Lang-xx}}: no hay texto (ayuda) ) (18 de octubre en Hebei )                | SHY48 Equipo SIII | Transferido al GNZ48 Team Z el 1 de enero de 2020                                        |

## Controversias
El funcionamiento, así como las funciones del grupo, han suscitado grandes controversias entre los internautas chinos. Algunos opinan que Star48, el operador de este grupo de chicas, "transformó a las Idols en streamers ", y algunos otros internautas criticaron a STAR48, diciendo que "los y las fans que gastaron su dinero para apoyar a sus ídolos, y luego recibieron la mala noticia de que las Idols a las que apoyan deberían comenzar su nueva carrera como streamers porque su staff fue despedido, nunca se sentirían felices sin importar quién sea él / ella".
Al responder a las consultas de los medios de comunicación, Star48 dijo que el grupo tiene como objetivo "facilitar las interacciones entre las miembros y los fans, así como permitir que estos últimos participen en el proceso de crecimiento de los primeros", y señaló que cómo el grupo es esencialmente lo mismo que los reality shows. Además, declaró que las miembros tendrían posibilidades de transferirse a SNH48, BEJ48 o GNZ48 según sus actuaciones y popularidad.